# Elizabeth Scott
Elizabeth Leonard Scott (23 novembre 1917 – 20 dicembre 1988) è stata una matematica (specializzata in statistica) e astronoma statunitense, vincitrice del Newcomb Cleveland Prize ed ex presidente dell'Institute of Mathematical Statistics.

## Biografia
Nacque a Fort Sill, in Oklahoma, e la sua famiglia si trasferì a Berkeley, in California quando aveva 4 anni. Frequentò l'Università della California - Berkeley, dove studiò matematica e astronomia. C'erano poche opzioni per ulteriori studi in astronomia, poiché il campo era in gran parte chiuso alle donne all'epoca, quindi completò i suoi studi universitari in matematica. Ricevette il suo dottorato di ricerca nel 1949, e ottenne una posizione permanente presso il Dipartimento di Matematica a Berkeley nel 1951.
Scrisse oltre 30 articoli sull'astronomia e 30 sull'analisi della ricerca sulle modifiche meteorologiche, incorporando ed espandendo l'uso di analisi statistiche in questi campi. Utilizzò le statistiche per promuovere le pari opportunità e la parità di retribuzione per le donne accademiche.
Nel 1957 Scott osservò un pregiudizio nell'osservazione degli gruppi e ammassi di galassie. Notò che, affinché un osservatore trovi un ammasso molto distante, deve contenere sia un gran numero di galassie che galassie più luminose del normale. Propose una formula di correzione, quella che diventò nota come l'effetto Scott.
Fece parte dell'Institute of Mathematical Statistics, dove tra il 1977 e 1978, ricoprì la posizione di presidente. Nel 1989, il Dipartimento di statistica dell'Università di Berkeley, di cui Scott fu una dei membri fondatori, creò il Fondo Elizabeth Scott, che ogni anno assegna l'Elizabeth Scott Memorial Award. A partire dal 1992 il Comitato dei presidenti delle società di statistica (Committee of Presidents of Statistical Societies) istituì un premio biannuale in suo onore, l'Elizabeth L. Scott Award, per la "promozione delle opportunità nelle statistiche per le donne". Nella sua prima edizione, il premio, consistente in una targa e un premio in denaro, fu assegnato alla statistica Florence Nightingale David.

## Pubblicazioni
- Contribution to the problem of Selective Identifiability of spectroscopic Binaries: Note on Consistent Estimates of the Linear Structural Relation Between Two Variables (1949)[10]
- Distribution of the longitude of periastron of spectroscopic binaries (1949)[11]
- Statistical approach to the problems of cosmology (con Jerzy Neyman, 1958)[12]
- Statistical aspects of rain stimulation: Problems and prospects (con Jerzy Neyman, 1970)[13]
- Career outcomes in a matched sample of men and women Ph.D.'s: An analytical report (con Nancy C. Ahern, 1981)[14]
- Existentially closed groups (con Graham Higman, 1988)[15]

## Riconoscimenti
- AAAS Newcomb Cleveland Prize, 1958 (insieme a Jerzy Neyman per On Certain Stochastic Models of Population Dynamical Phenomena)[16]
- Presidente dell'Institute of Mathematical Statistics, 1977-1978
- Statistician of the Year, 1979-1980[17]

### Premi intitolati
- Elizabeth Scott Memorial Award, dal 1989, Dipartimento di statistica dell'Università di Berkeley
- Elizabeth L. Scott Award, dal 1992, Committee of Presidents of Statistical Societies